# Placówka Straży Celnej „Niedzica I”

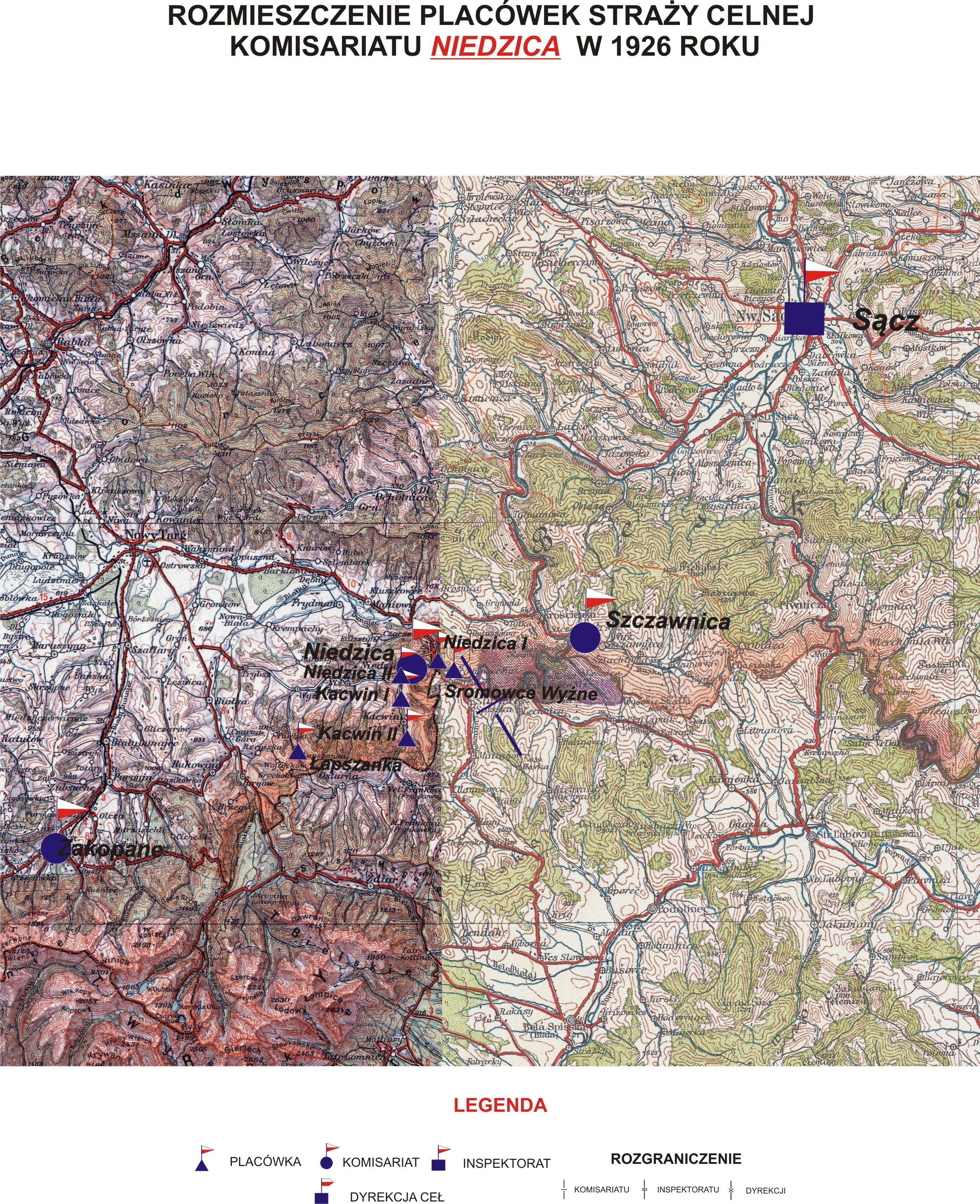
Rozmieszczenie placówek SC Komisariatu Niedzica w 1926 r.

Placówka Straży Celnej „Niedzica I” – jednostka organizacyjna Straży Celnej pełniąca w okresie międzywojennym służbę ochronną na granicy polsko-czechosłowackiej.

## Formowanie i zmiany organizacyjne
Na wniosek Ministerstwa Skarbu, uchwałą z 10 marca 1920 roku, powołano do życia Straż Celną. Jednostki Straży Celnej rozpoczęły przejmowanie odcinków granicy od pododdziałów Batalionów Celnych. W 1922 roku w Białce stacjonował sztab 4 kompanii 8 batalionu celnego. Kompania wystawiała również placówkę w Niedzicy. Proces tworzenia Straży Celnej trwał do końca 1922 roku. Placówka Straży Celnej „Niedzica I” weszła w podporządkowanie komisariatu Straży Celnej „Niedzica” z Inspektoratu SC „Sącz”.
W drugiej połowie 1927 roku przystąpiono do gruntownej reorganizacji Straży Celnej. W praktyce skutkowało to rozwiązaniem tej formacji granicznej. Ochronę północnej, zachodniej i południowej granicy państwa przejęła powołana z dniem 2 kwietnia 1928 roku Straż Graniczna.
Rozkazem nr 5 z 16 maja 1928 roku w sprawie organizacji Małopolskiego Inspektoratu Okręgowego dowódca Straży Granicznej gen. bryg. Stefan Pasławski powołał komisariat Straży Granicznej „Krościenko”, a 8 września 1828 dowódca Straży Granicznej rozkazem nr 6  w sprawie organizacji Małopolskiego Inspektoratu Okręgowego podpisanym w zastępstwie przez mjr. Wacława Szpilczyńskiego utworzył placówkę Straży Granicznej I linii „Niedzica”.

## Funkcjonariusze placówki
Kierownicy placówki
| stopień    | imię i nazwisko, numer     | okres pełnienia służby | kolejne stanowisko |
| ---------- | -------------------------- | ---------------------- | ------------------ |
| przodownik | Franciszek Kościółek (186) | był w 1926             |                    |

Obsada personalna placówki w 1926:
- przodownik Franciszek Kościółek (186)
- starszy strażnik Alfred Bystrzycki (381)
- strażnik Bronisław Tryjankowski (903)
- strażnik Władysław Wiecki (907)
- strażnik Józef Ciepko (1430)
- strażnik Józef Wawrzyniak (2030)
- strażnik Wiktor Mańkowski (2225)